# Revenue Retrievin’: Day Shift
Revenue Retrievin’: Day Shift – jedenasty album amerykańskiego rapera E-40, wydany 30 marca 2010 roku. Został wydany tego samego dnia co Revenue Retrievin’: Night Shift - dwunasty studyjny album E-40.
Na płycie występuje Too Short, Gucci Mane, B-Legit, Mike Marshall, Suga T, J. Valentine, Droop-E i wielu innych.

## Lista utworów
1. "Back in Business"
2. "Whip It Up" (feat. Gucci Mane & YV)
3. "Bitch" (feat. Too Short & Vincent "VT" Tolan)
4. "Undastandz Me"
5. "Duck"
6. "I Get Down" (feat. B-Legit)
7. "The Art of Story Tellin'"
8. "Fuck You Right" (feat. J. Valentine)
9. "This a Boy" (feat. Droop-E)
10. "I'ma Teach Ya How to Sell Dope"
11. "The Weedman" (feat. Stresmatic)
12. "Lightweight Jammin'" (feat. Clyde Carson & Husalah of Mob Figaz)
13. "Everyday Is a Weekend" (feat. The Jacka of Mob Figaz)
14. "Got It"
15. "Rick Rock Horns" (feat. Marty James of One Block Radius)
16. "Dem Boyz"
17. "Outta Control" (feat. Dem Hoodstarz & Mistah F.A.B.)
18. "All I Need"
19. "Gotta Get Betta" (feat. Mike Marshall & Suga T)
20. "Ya Suppose To"
21. "I'm in the Room" (feat. Mugzi)

## Pozycje
| Lista                      | Pozycja |
| -------------------------- | ------- |
| U.S Billboard Top 200      | 47      |
| U.S Rap Albums             | 21      |
| U.S Top Indepedent Albums  | 4       |
| U.S Top R&B/Hip-Hop Albums | 15      |